# Zjazdowa Turnia (Dolina Będkowska)

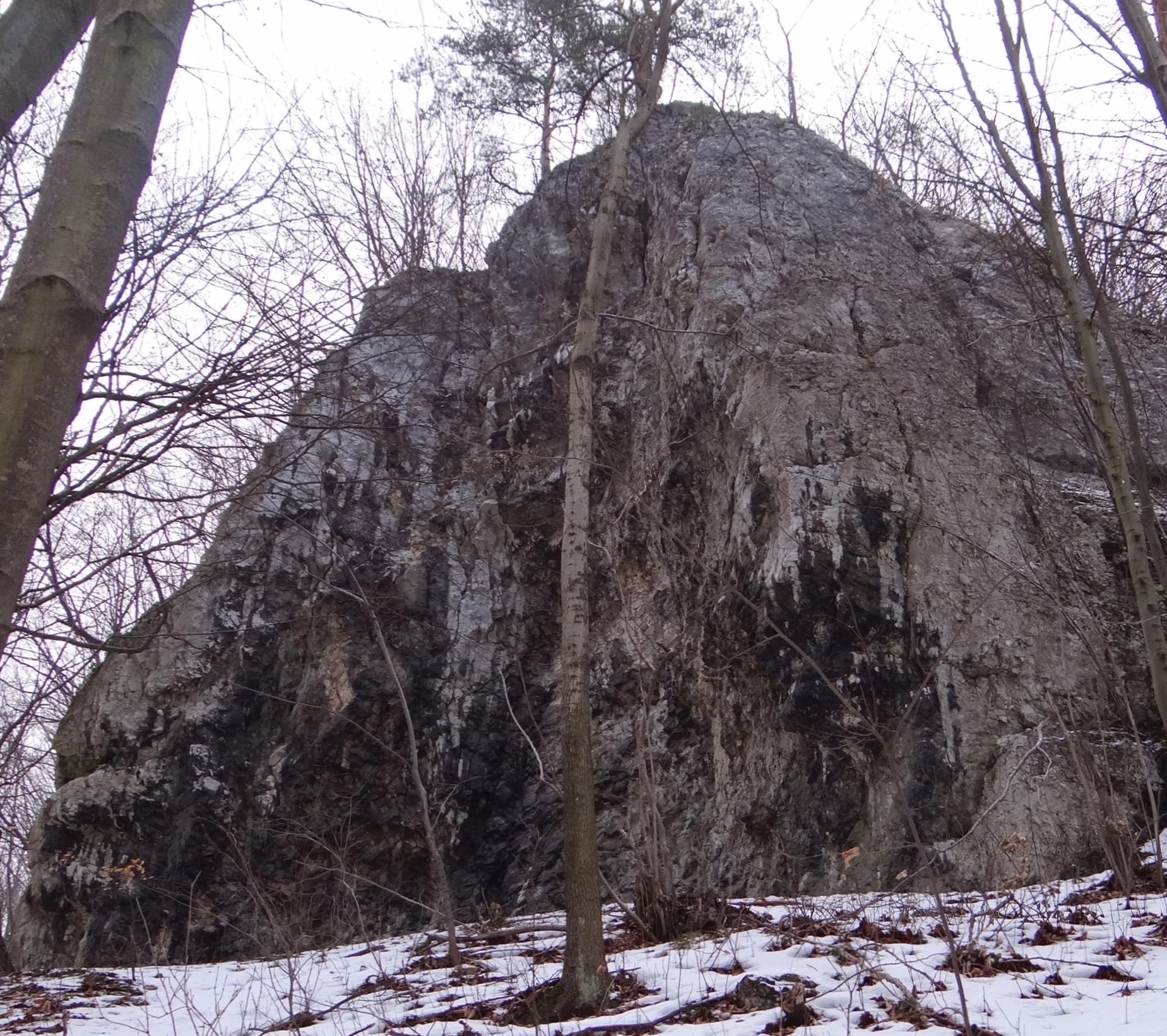
Ściana północno-zachodnia

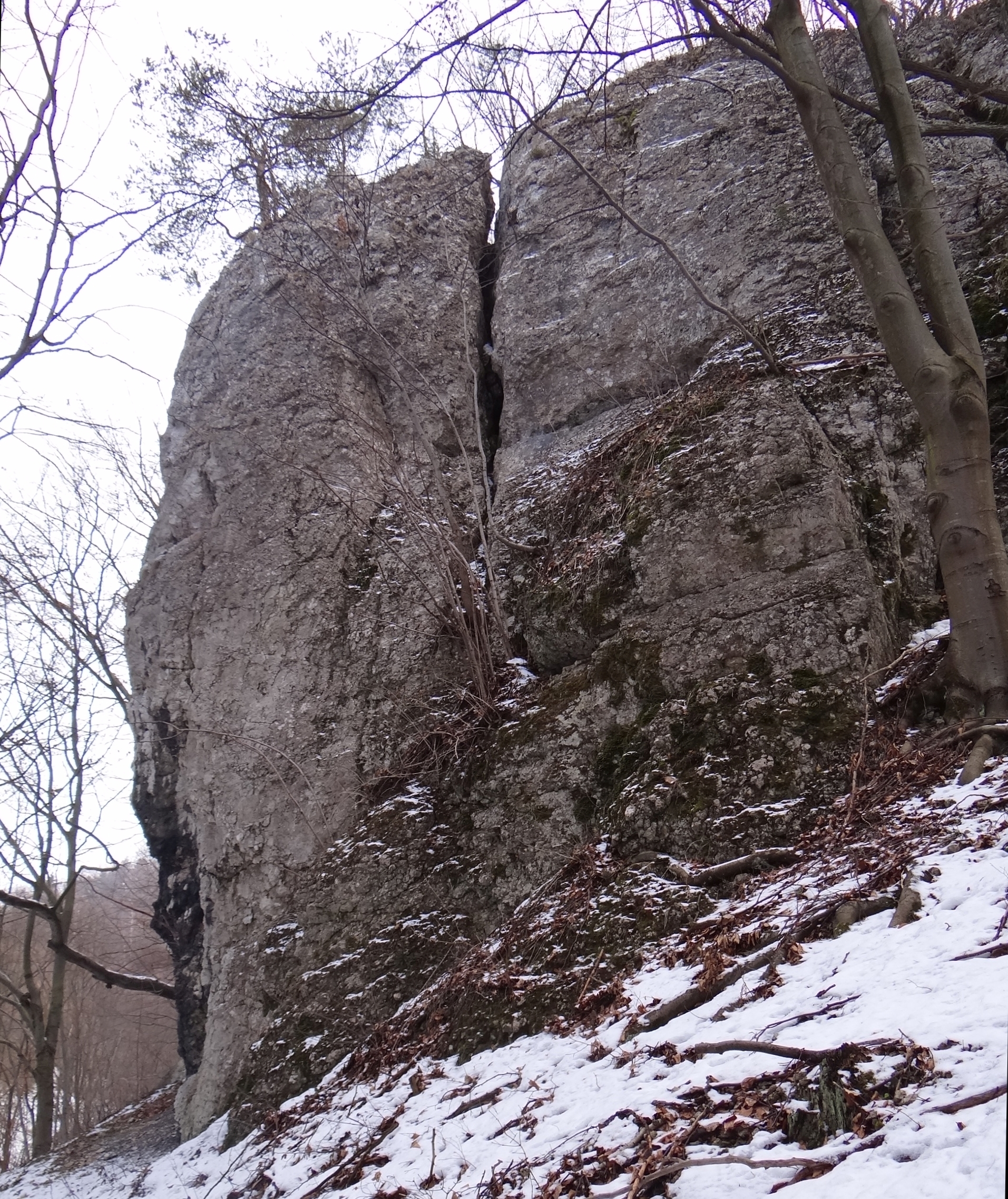
Ściana południowo-wschodnia

Zjazdowa Turnia – skała w Dolinie Będkowskiej na Wyżynie Krakowsko-Częstochowskiej. Znajduje się w orograficznie lewych zboczach Wąwozu Będkowickiego, będącego lewą odnogą Doliny Będkowskiej. Zjazdowa Turnia znajduje się w dolnej części wąwozu, około 50 m na północny wschód od Narożniaka, administracyjnie w granicach wsi Będkowice w województwie małopolskim, w powiecie krakowskim, w gminie Wielka Wieś.
Zbudowana z wapieni Zjazdowa Turnia znajduje się porośniętym bukowym lasem zboczu wąwozu. Ma wysokość 10–16 m i postać skalnego muru opadającego w kierunku spadku zbocza. Jego ściany miejscami są połogie, miejscami pionowe lub przewieszone i są w nich filary, kominy i zacięcia.

## Drogi wspinaczkowe
Na ścianie północno-zachodniej i południowo-wschodniej jest 15 dróg wspinaczkowych o trudności od II do VI.3 w skali polskiej. Wspinaczka z własną asekuracją (jest tylko jeden ring).

Zjazdowa Turnia I
1. Filar Tarnawskiego; VI+, 18 m
2. Lewa Zjazdowa; VI+, 18 m
3. Trawers Zjazdowej; IV+, 18 m
4. Zjazdowa ścianka; VI, 18 m
5. Zacięcie Zjazdowej; V, 18 m

Zjazdowa Turnia II
1. Cosmocipoza; VI.3, 20 m
2. Himalaje rozkoszy; VI.3, 20 m
3. Yellow point; VI.1+, 20 m
4. Do-Pa-So; V, 20 m
5. Prostowanie Do-Pa-So; VI, 20 m

Zjazdowa Grań I
1. Zjazdowy komin; IV+, 15 m
2. Ziemisty komin; II, 14 m

Zjazdowa Grań II
1. Przez ringa; 1r, VI.2, 10 m
2. Drabina; IV, 10 m
3. Czystki botaniczne; IV[3].

## Szlaki turystyki pieszej
Obok Zjazdowej Turni (po drugiej stronie niewielkiego potoczku spływającego dnem Wąwozu Będkowickiego) przebiega żółty szlak turystyczny.
 Dolina Będkowicka – Brama Będkowska – Wąwóz Będkowicki – Będkowice – Dolina Kobylańska – Kobylany.